# Ragunda
Ragunda is een Zweedse gemeente in Jämtland. De gemeente behoort tot de provincie Jämtlands län. Ze heeft een totale oppervlakte van 2649,6 km² en telde 5894 inwoners in 2004.

## Plaatsen
- Hammarstrand
- Stugun
- Bispgården
- Överammer
- Krokvåg
- Borgvattnet
- Döviken (deel van) en Krångede (deel van)
- Hammaren (westelijk deel)
- Gevågsstranden
- Utanede

## Verkeer en vervoer
Bij de plaats lopen de Riksväg 87 en Länsväg 323.
Åre · Berg · Bräcke · Härjedalen · Krokum · Östersund · Ragunda · Strömsund